# Olga Viza
Olga Viza López (Barcelona, 18 de agosto de 1958) es una periodista española.

## Biografía
Debutó en Televisión Española en enero de 1978, cuando aún no había finalizado sus estudios de periodismo, concretamente en el espacio Polideportivo. En los siguientes años, alternaría la información deportiva, con incursiones esporádicas en otros géneros televisivos, como el programa musical Exterior día (1981).
Desde el programa deportivo Estadio 2, durante la segunda mitad de los años ochenta y principios de los noventa, tuvo ocasión de narrar los acontecimientos deportivos más importantes, desde el Mundial de Fútbol de España hasta los Juegos Olímpicos de Barcelona. Todo ello compatibilizado con la información deportiva en Telediario entre 1987 y 1992.
En septiembre de 1992 , fichó por Antena 3 Television donde dirigió y presentó junto a José Antonio Gavira las Noticias de Mediodía de Antena 3 Television. En esta etapa, la pareja televisiva consiguió un hito histórico: superar por primera vez la audiencia del Telediario de TVE, entonces presentado por Matías Prats. 
En el año 1993 también participó activamente como periodista a pie de calle en el especial del programa de Nieves Herrero "De tu a tu" tras hallazgo de los cuerpos de las niñas del crimen de Alcácer, el cual es recordado hoy día como una de las peores expresiones de la telebasura.
En septiembre de 1998 vuelve a la información deportiva en la segunda edición de Noticias, junto al director general de informativos Ernesto Sáenz de Buruaga. Un año más tarde, en esa misma edición copresenta la información general. En enero de 2001 se reencuentra con Matías Prats, con quien había retransmitido la olimpiada de Barcelona 92, en el informativo Noticias 1. Permanece en esta edición hasta septiembre de 2003, la última temporada acompañada por Manu Carreño. Se despide de la audiencia de Antena 3 Television entre el aplauso de sus compañeros tras 11 años de contar la actualidad diariamente en la cadena. Su marcha coincide con un proceso de reestructuración de la cadena, que supuso la puesta en marcha de un ERE, aunque ella abandonó la cadena semanas antes, tras no encontrar un espacio al que incorporarse. 
En Antena 3 Internacional presentó el espacio Gente de Palabra. 
Tras un breve paso por Tele 5 con el programa No es lo mismo (2004), se fue a La Sexta, donde se hizo cargo del programa de entrevistas Habitación 623 a principios de 2006.
Entre 2004 y 2006 presentó el magazín vespertino El Tranvía de Olga en Radio 1 RNE, en el que colaboraba Javier Capitán. En la temporada 2006-2007 estuvo al frente del programa matinal Las Mañanas de Radio 1 de RNE. 
En su carrera destaca la especialidad en deportes: seis Juegos Olímpicos, tres Mundiales, pruebas del Campeonato Mundial de Motociclismo y del Campeonato Mundial de Fórmula 1, y también torneos de gimnasia, tenis y golf. En septiembre de 2007 fichó por el periódico deportivo Marca donde publica una entrevista cada semana.
El 3 de marzo de 2008 moderó el segundo debate electoral entre el presidente del Gobierno de España José Luis Rodríguez Zapatero y el líder de la oposición Mariano Rajoy.
En 2009 regresó a televisión, incorporándose a la cadena autonómica Aragón TV.
En 2022, de nuevo en Antena 3 Televisión, se incorporó como colaboradora en el programa Y ahora Sonsoles, presentado por Sonsoles Ónega.

## Premios y nominaciones
| Premio                                                   | Año  | Categoría                                                         | Resultado |
| -------------------------------------------------------- | ---- | ----------------------------------------------------------------- | --------- |
| Premios Charter 100                                      | 2024 | Por su incansable defensa de la igualdad de género en el deporte. | Ganadora  |
| Premio Nacional de Periodismo Deportivo Manuel Alcántará | 2022 | Por su amplia trayectoria profesional                             | Ganadora  |
| Premios 5 Estrellas                                      | 2004 | Al Periodismo Deportivo                                           | Ganadora  |
| Premio Margarita Rivière                                 | 2017 | Al rigor periodístico con visión de género                        | Ganadora  |
| Premios Zapping                                          | 2003 | Millor Presentador/a                                              | Ganadora  |
| Premios Zapping                                          | 2002 | Millor Presentador/a                                              | Ganadora  |
| Premios ATV                                              | 2002 | Mejor Comunicadora de Programas Informativos                      | Ganadora  |
| Premio Ondas                                             | 1995 | Nacionales de Televisión: Mejor Labor Profesional                 | Ganadora  |
| TP de Oro                                                | 1995 | Mejor Presentadora                                                | Nominada  |
| TP de Oro                                                | 1993 | Mejor Presentadora                                                | Nominada  |